# Allorrhina tridentata
Allorrhina tridentata är en skalbaggsart som beskrevs av Moser 1908. Allorrhina tridentata ingår i släktet Allorrhina och familjen Cetoniidae. Inga underarter finns listade i Catalogue of Life.